# C (Base Ball Bearのアルバム)
『C』（シー）は、Base Ball Bearのメジャー1枚目のアルバム。

## 解説
- メジャーデビュー後、初のフルアルバム。
- 小出曰く、アルバム「HIGH COLOR TIMES」が完成した頃には本作のタイトルはすでに決まっていたという。タイトルには、海（SEA）、彼女（SHE）、都市（CITY）、死、女の子が口に指を当てて「シー」と言う様子など、幾つもの意味がある[2]。また、偶然であるが収録曲がC（シー）で始まりSHE（シー）で終わる。
- アルバムのコンセプトは「デスとラヴ」。
- オリコンチャートの2006年12月5日付週間CDアルバムランキングでは、1万375枚を売り上げ28位にランクインした。

## 収録曲

### CD
| 全作詞・作曲: 小出祐介、全編曲: Base Ball Bear。 |                                      |          |            |      |
| #                                                | タイトル                             | 作詞     | 作曲・編曲 | 時間 |
| 1.                                               | 「CRAZY FOR YOUの季節 <Album ver.>」 | 小出祐介 | 小出祐介   | 4:23 |
| 2.                                               | 「GIRL FRIEND」                      | 小出祐介 | 小出祐介   | 4:04 |
| 3.                                               | 「祭りのあと」                       | 小出祐介 | 小出祐介   | 3:09 |
| 4.                                               | 「ELECTRIC SUMMER」                  | 小出祐介 | 小出祐介   | 3:54 |
| 5.                                               | 「スイミングガール」                 | 小出祐介 | 小出祐介   | 2:59 |
| 6.                                               | 「YOU'RE MY SUNSHINEのすべて」       | 小出祐介 | 小出祐介   | 4:40 |
| 7.                                               | 「GIRL OF ARMS」                     | 小出祐介 | 小出祐介   | 5:34 |
| 8.                                               | 「DEATH と LOVE」                    | 小出祐介 | 小出祐介   | 4:01 |
| 9.                                               | 「STAND BY ME」                      | 小出祐介 | 小出祐介   | 4:25 |
| 10.                                              | 「ラストダンス」                     | 小出祐介 | 小出祐介   | 4:11 |
| 11.                                              | 「SHE IS BACK」                      | 小出祐介 | 小出祐介   | 3:40 |
| 合計時間:                                        | 合計時間:                            | 45:00    |            |      |

### 楽曲について
1. CRAZY FOR YOUの季節 <Album ver.>
  - アルバム「バンドBについて」に収録されていた曲の別バージョン。本曲の解説については同アルバムのページを参照のこと。
2. GIRL FRIEND
  - 1stミニアルバム『GIRL FRIEND』収録曲
  - 本曲の解説については同アルバムのページを参照のこと。
3. 祭りのあと
  - テレビ東京系「JAPAN COUNTDOWN」2006年11月度エンディングテーマ
  - このアルバムのリードトラック。
  - ミュージック・ビデオが存在する。監督は児玉裕一。
  - 2016年9月発売の リニューアル盤ベストでは「祭りのあと(2016 ver.)」としてテンポなどがアレンジされた新録のものが収録されている。なおこちらのバージョンにもミュージック・ビデオが存在する。
4. ELECTRIC SUMMER
  - 1stシングル
  - テレビ東京系「JAPAN COUNTDOWN」2006年6月度オープニングテーマ
5. スイミングガール
  - もともと関根がメインで歌う予定だったが、一度観客の前で関根のメインボーカルで披露したとき、あまりにもグダグダだったため、結局小出が歌うことになった。
  - 当時のタイトルは「スイミング☆ガール」だった。
6. YOU'RE MY SUNSHINEのすべて
7. GIRL OF ARMS
8. DEATH と LOVE
  - 小出が「俺恥ずかしい曲作っちゃったなー」と言ったほどキラキラした曲。
9. STAND BY ME
  - 2ndシングル
  - TBS系「COUNT DOWN TV」2006年10月度エンディングテーマ
  - 江崎グリコ「Pocky」スペースシャワーTVバージョンCMソング
10. ラストダンス
  - NHK-FM「ミュージック・スクエア」エンディングテーマ
  - 小出曰く「ほんとの別れ、極端に言えば死んでるかもしれない別れを詰めようと思った曲」
  - タイトルは、ドラマ『古畑任三郎』ファイナル第3夜のサブタイトル「ラスト・ダンス」から。
  - もともとは2ndシングルの候補であった。
11. SHE IS BACK
  - 歌詞中の「ダイヤモンドは砕けない」は、『ジョジョの奇妙な冒険』第4部のサブタイトルより引用された。